# Confirmatie
Het woord confirmatie kan verschillende betekenissen hebben:
1. bekrachtiging, bevestiging;
2. het bevestigen als lidmaat van de protestantse kerk;
3. het bevestigen als lidmaat van de katholieke kerk, ook vormsel genoemd;
4. bevestiging van een theorie of hypothese door empirisch onderzoek. De laatste betekenis wordt hieronder nader toegelicht.

## Verificatiebeginsel
Als voorspellingen vanuit een theorie onderworpen worden aan een cruciale test die succesvol verloopt, zou dit volgens de klassieke natuurwetenschappen een bevestiging van de theorie zijn. Tegenwoordig is dit sterk genuanceerd, vooral door de Duhem-Quinestelling.
Voor het logisch empirisme gold aanvankelijk het verificatiebeginsel als demarcatiecriterium, een criterium om wetenschappelijke kennis te scheiden van pseudowetenschappelijke kennis. Volgens dit beginsel is het zinvol zegbare beperkt tot dat wat empirisch te verifiëren is. Een theorie die niet tot de onmiddellijke zintuiglijke indrukken kan worden herleid, is derhalve zinloos.

Al snel bleek echter dat dit criterium te streng was. Het aantal individuele gevallen waar een theorie een uitspraak over kan doen, is in principe oneindig. Daarmee is het onmogelijk om een theorie volledig te verifiëren. Men gaf dit criterium daarom op ten gunste van het zwakkere criterium van confirmatie. Daarmee was volgens Carnap geen sprake meer van een deductieve of logisch dwingende relatie, maar van een inductieve relatie.

## Falsificatiebeginsel
Volgens Popper is het verificatiecriterium echter niet in staat om universele natuurwetten te onderscheiden van metafysische uitspraken. Hume had het inductieprobleem, of zoals Popper het noemde Humes probleem, al onderkend en duidelijk gemaakt dat waarnemingen niet kunnen leiden tot logisch te rechtvaardigen universele uitspraken. Om vervolgens Kants probleem op te lossen, hoe onderscheid te maken tussen wetenschappelijk en niet-wetenschappelijke kennis, stelde Popper het falsificatiecriterium voor. Een theorie is dan wetenschappelijk als deze falsifieerbaar is, oftewel als het in beginsel mogelijk is een experiment uit te voeren, waarvoor geldt dat voorafgaand aan het uitvoeren van het experiment exact aan te geven valt, bij welke uitkomst de geldigheid van de theorie verworpen moet worden. Daarmee worden de wetenschappen volgens Popper gekenmerkt door de deductieve methode van falsificatie. Indien de cruciale test succesvol verloopt, dan is er volgens Popper geen sprake van verificatie of bevestiging, aangezien het niet uitgesloten kan worden dat er in de toekomst een test wordt uitgevoerd die de theorie weerlegt. Er is wel sprake van corroboratie, de theorie wordt versterkt.

## Incommensurabiliteit
Kuhn stelde echter dat de cruciale test niet mogelijk was en dat paradigma's pas verworpen worden als er andere beschikbaar zijn. Ook in tijden van paradigmaverschuivingen zijn cruciale testen niet mogelijk, omdat elk paradigma een eigen conceptueel kader heeft, waarin de test een verschillende waarde heeft, wat Kuhn incommensurabiliteit noemde. Een gemeenschappelijke neutrale taal van waaruit objectieve feiten de doorslag moet geven, is uitgesloten door de Duhem-Quinestelling die stelt dat het niet mogelijk is om een afzonderlijke hypothese te testen, omdat het niet duidelijk is welk deel van de hypothese precies op de proef wordt gesteld.
Dat er geen logische dwingende redenen zijn om te kiezen, betekent volgens Kuhn niet dat er geen goede redenen kunnen zijn om een theorie te verkiezen. Het betekent ook niet dat er geen objectieve werkelijkheid bestaat, maar slechts dat deze vanwege de 
Duhem-Quinestelling nooit volledig correct beschreven kan worden.